# 3月29日
3月29日（さんがつにじゅうくにち）は、グレゴリオ暦で年始から88日目（閏年では89日目）にあたり、年末まであと277日ある。

## できごと

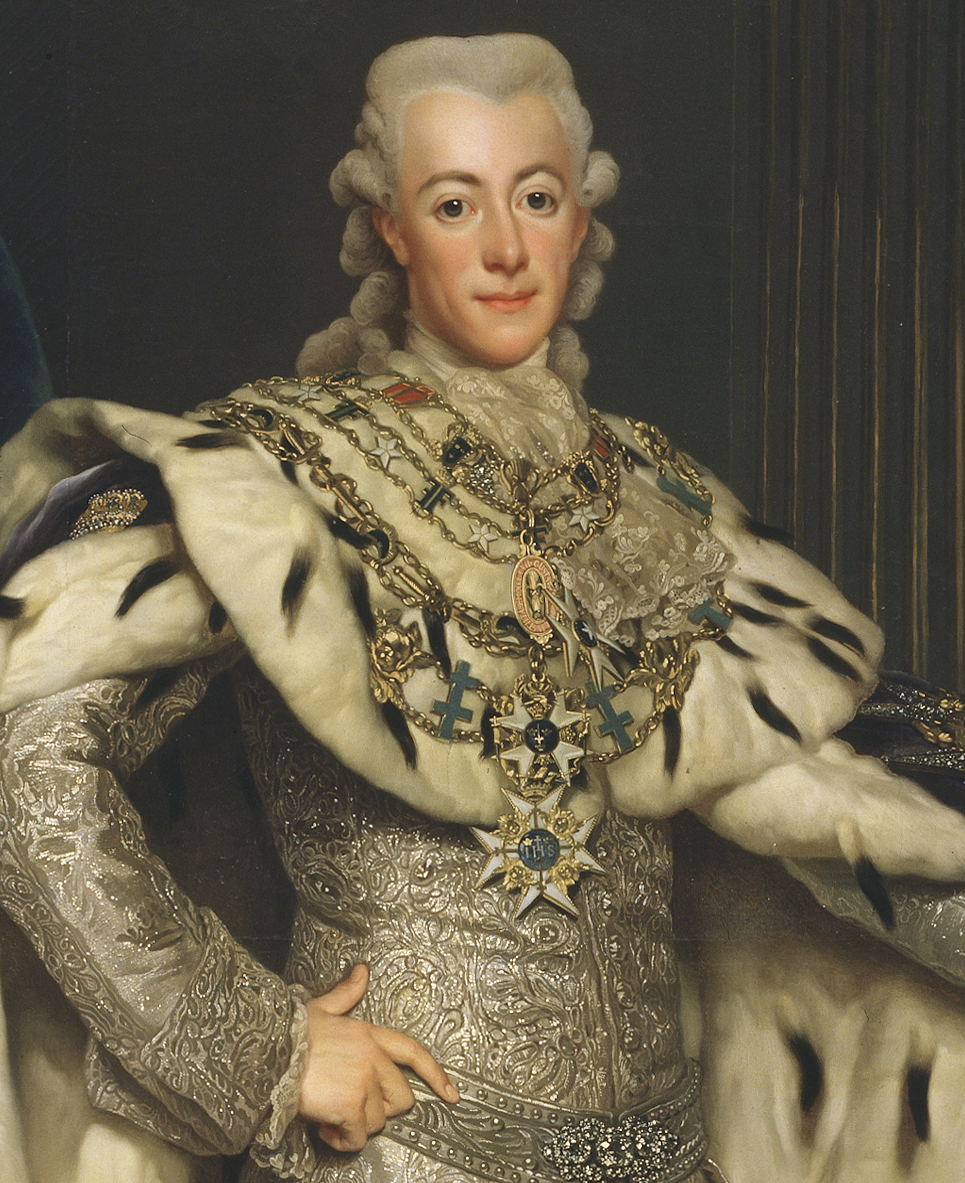
スウェーデン王グスタフ3世(1746-1792)、仮装舞踏会で銃撃たれた傷を原因とする合併症で死去。

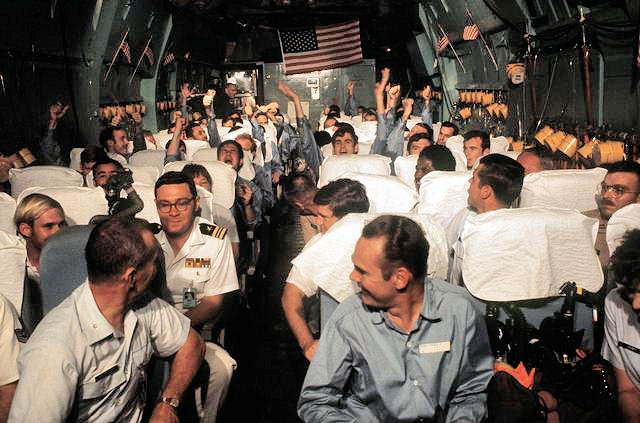
ベトナム戦争、米軍の撤退が完了(1973)。画像は解放され帰国の途に就く米軍捕虜。

世界的な皆既日食(2006)

- 1461年 - 薔薇戦争: タウトンの戦い。
- 1792年 - スウェーデン王グスタフ3世が死去。13歳のグスタフ4世アドルフが即位。
- 1806年 - トーマス・ジェファーソン米大統領がカンバーランド道路の建設を承認。
- 1807年 - ドイツのブレーメンでヴィルヘルム・オルバースが4番目の小惑星ベスタを発見[1]。
- 1809年 - スウェーデンで、クーデターによる臨時政府が国王グスタフ4世アドルフの王位を剥奪し、叔父のカール・ヨハン（後の国王カール13世）を摂政に任命。
- 1849年 - イギリスがパンジャーブ地方を併合。
- 1867年 - イギリスの北米植民地を自治領カナダとする英領北アメリカ法が成立。
- 1871年 - ロンドンのロイヤル・アルバート・ホールが開場。
- 1872年（明治5年2月21日） - 東京日日新聞（現・毎日新聞）創刊[2]。
- 1897年 - 日本で金本位制の貨幣法が公布。
- 1900年 - 衆議院議員選挙法改正。選挙権がそれまでの直接国税15円以上から10円以上に引き下げられる。
- 1911年 - 日本初の労働法である工場法が公布。
- 1945年 - 第二次世界大戦: ドイツのV1飛行爆弾によるイギリス本土への攻撃が終息。
- 1951年 - 日本の衆議院本会議で、革命を賞賛して議会政治を否認する発言をしたとして川上貫一議員の除名処分を決定。
- 1961年 - アメリカ合衆国憲法修正第23条の批准が成立。
- 1967年 - 恵庭事件: 第1審の札幌地裁が被告人全員の無罪判決。検察官が上訴をせず確定。
- 1969年 - 営団地下鉄東西線、東陽町駅 - 西船橋駅間が開業。快速運転を開始。
- 1971年 - 1968年のソンミ村虐殺事件の軍事法廷で、ウィリアム・カリー中尉に終身刑、他の13人に無罪の判決。
- 1973年 - ベトナム戦争: アメリカ軍の最後の兵士が南ベトナムから撤退[3]。
- 1974年 - 米航空宇宙局（NASA）の惑星探査機マリナー10（Mariner 10）が、史上初めて水星をフライバイした[4]。
- 1981年 - 第1回ロンドンマラソン開催。
- 1981年 - 今市4人殺傷事件発生。
- 1982年 - インドでテルグ・デサム党結成。
- 1982年 - メキシコ南部の火山エルチチョンが大噴火。死者150人以上。
- 1982年 - スティービー・ワンダーとポール・マッカートニーのシングル「Ebony and Ivory」がリリース。
- 1987年 - 北海道の国鉄羽幌線がこの日限りで営業終了。国鉄分割民営化（JR化）を2日後に控えた翌3月30日に、全線が廃止された。
- 1989年 - 女子高生コンクリート詰め殺人事件が発覚。
- 1989年 - 群馬県のJR足尾線が第三セクター鉄道・わたらせ渓谷鐵道に転換。
- 1993年 - フランス首相にエドアール・バラデュールが就任。
- 1999年 - ニューヨーク証券取引所のダウ平均株価が初めて10,000ドルを突破。
- 2004年 - エストニア、スロバキア、スロベニア、ブルガリア、ラトビア、リトアニア、ルーマニアが北大西洋条約機構 (NATO) に正加盟。
- 2004年 - アイルランドが、世界で初めて全ての公共の場所での喫煙を禁止。
- 2006年 - 南アメリカ、北アフリカ、ヨーロッパ、西・中央アジアで皆既日食観測（詳細は2006年3月29日の日食）。
- 2010年 - モスクワ地下鉄爆破テロが起こる[5]。
- 2016年 - 日本で平和安全法制が施行[6]。
- 2017年 - イギリスのテリーザ・メイ首相が、EU(欧州連合)離脱交渉を開始するとEUに通知した[7]。
- 2018年 - 東京都千代田に、東京ミッドタウン日比谷が開業[8]。
- 2019年 - 学校法人森友学園への国有地売却を巡る問題について、財務省幹部らを不起訴とした大阪地検特捜部の判断について、大阪第一検察審査会が「不起訴不当」を議決[9]。

## 誕生日

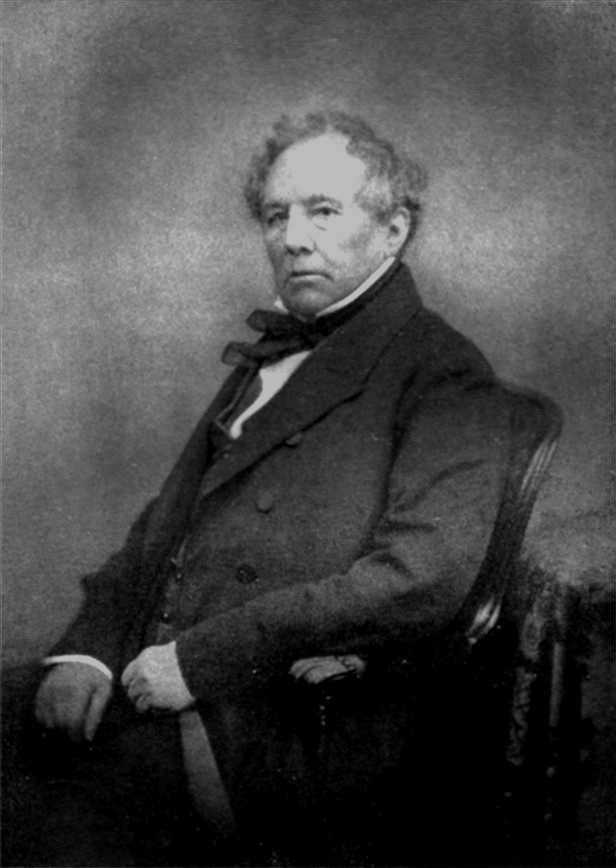
連続で紙を漉く機構を発明した発明家ジョン・ディキンソン(1782-1869)誕生。

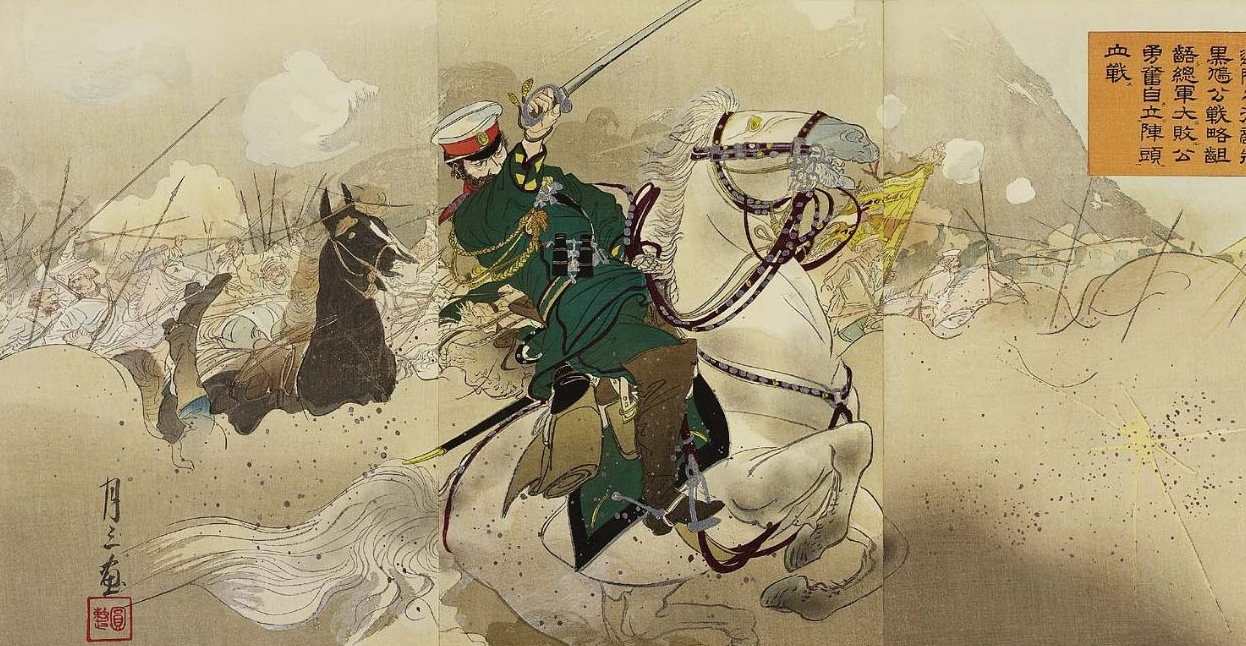
日露戦争のロシア満州軍総司令官アレクセイ・クロパトキン(1848-1925)誕生。

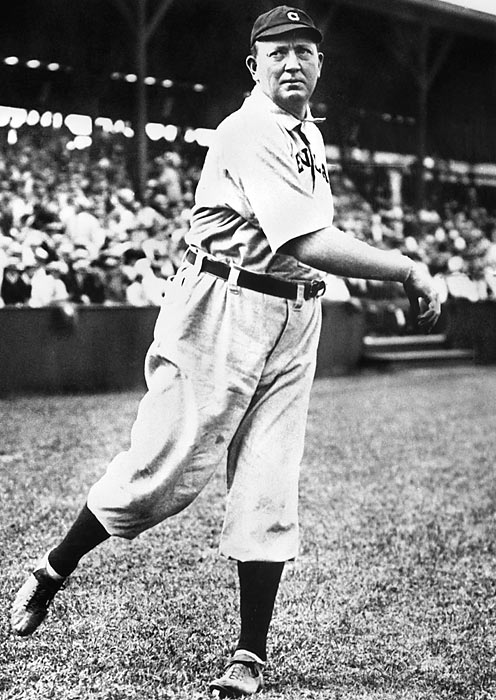
メジャーリーグで史上最多の511勝を挙げた投手サイ・ヤング(1867-1955)誕生。

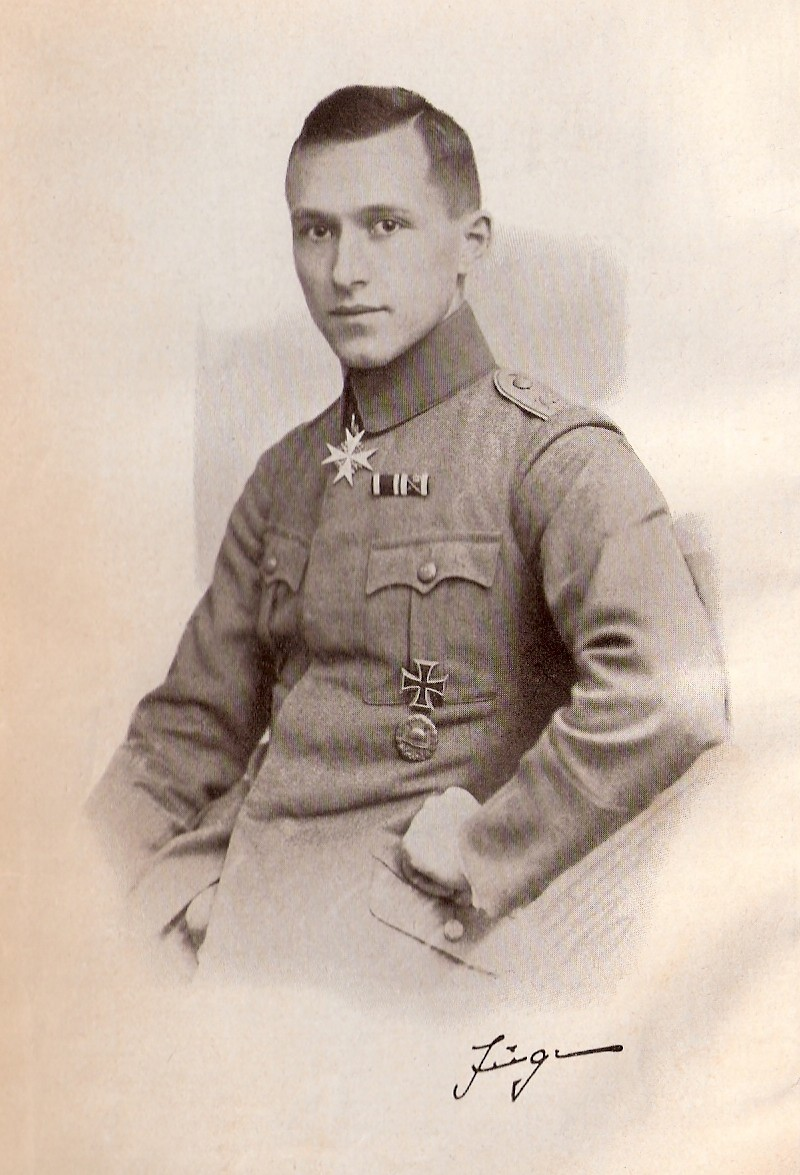
魔術的リアリズムの作家エルンスト・ユンガー(1895-1998)誕生。

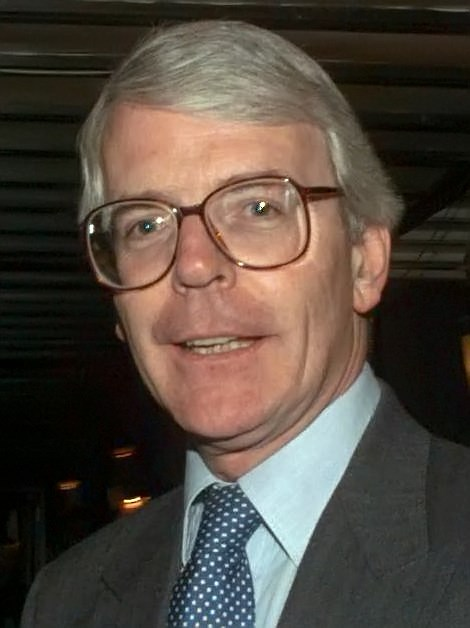
イギリスの第72代首相ジョン・メージャー(1943-)、空中ブランコ乗りの息子として生まれる。

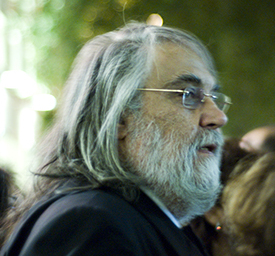
映画音楽などで多大な業績を残している作曲家ヴァンゲリス(1943-)誕生。

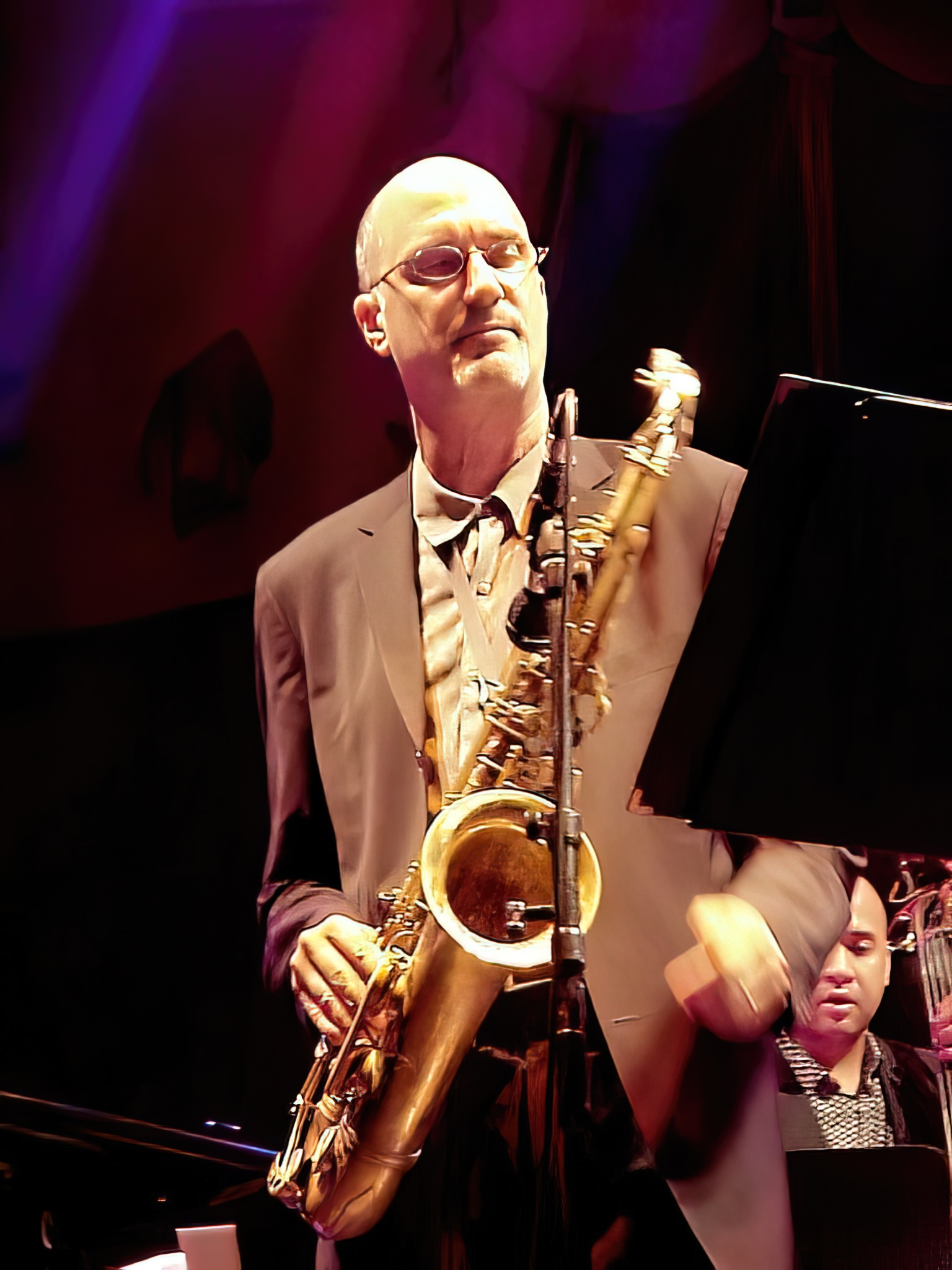
フュージョンのサックス奏者マイケル・ブレッカー(1949-2007)誕生。

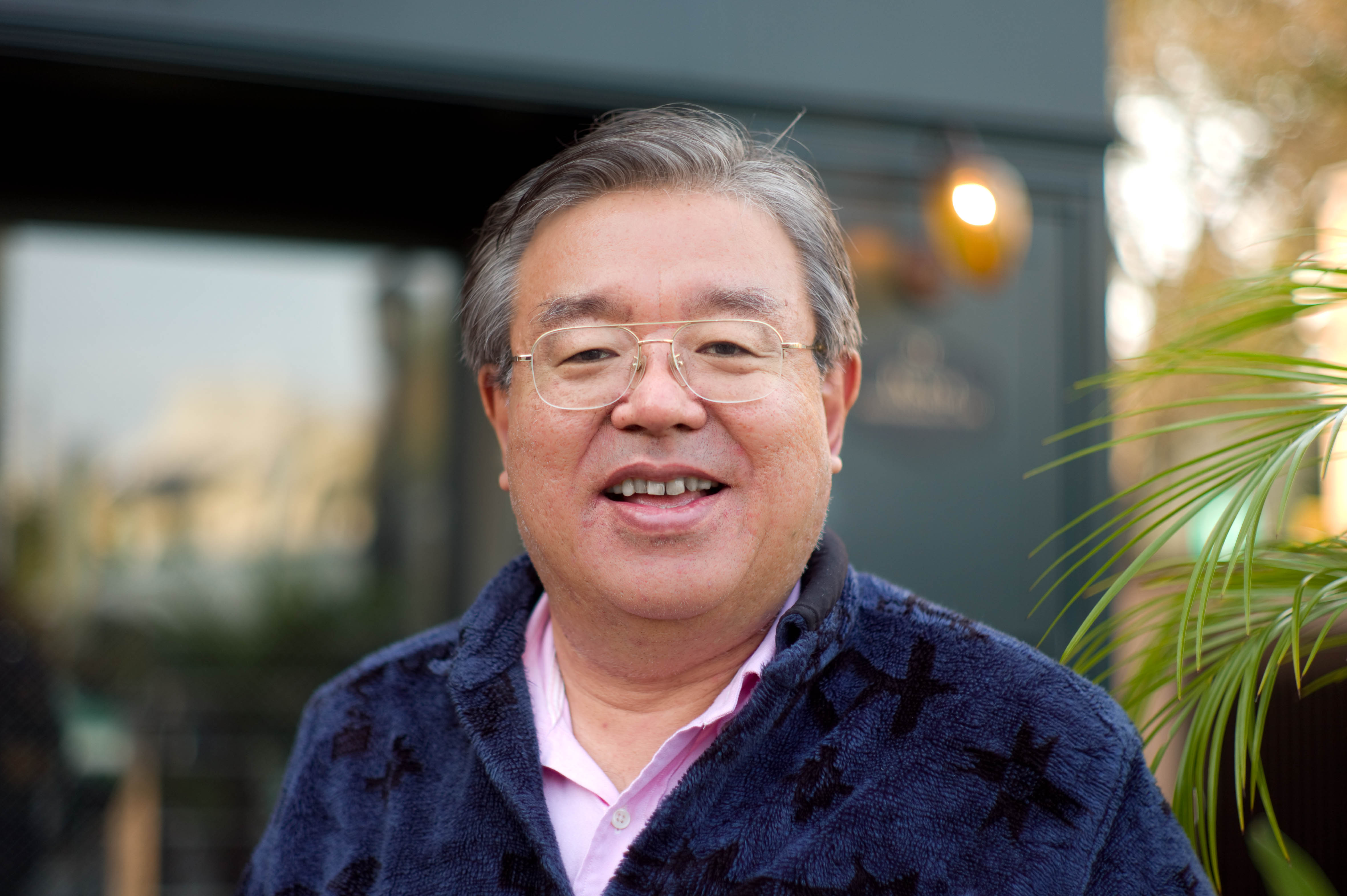
JUNETとWIDEプロジェクトを設立した日本のインターネットの草分け的存在、計算機科学者村井純(1955-)誕生。

### 人物
- 1477年（文明9年2月15日） - 大内義興、戦国大名（+ 1529年）
- 1501年（文亀元年3月11日） - 村上義清、戦国大名（+ 1573年）
- 1561年 - サントーリオ・サントーリオ、医学者（+ 1636年）
- 1633年（寛永10年2月20日） - 松平乗久、初代肥前国唐津藩主（+ 1686年）
- 1658年（万治元年2月26日） - 室鳩巣、儒学者（+ 1734年）
- 1673年（寛文13年2月11日） - 南部通信、第3代陸奥国八戸藩主（+ 1716年）
- 1769年 - ニコラ＝ジャン・ド・デュ・スールト、軍人（+ 1851年）
- 1774年（安永3年2月18日） - 藤田幽谷、儒学者（+ 1826年）
- 1782年 - ジョン・ディキンソン、発明家（+ 1869年）
- 1790年 - ジョン・タイラー、政治家、第10代アメリカ合衆国大統領（+ 1862年）
- 1799年 - 第14代ダービー伯爵エドワード・スミス＝スタンリー、政治家、イギリス首相（+ 1869年）
- 1815年（文化12年2月19日） - 萩原広道、国学者、歌人（+ 1863年）
- 1821年 - カール・グスタフ・アドルフ・クニース、経済学者（+ 1898年）
- 1824年 - ルートヴィヒ・ビューヒナー、自然科学者、哲学者（+ 1899年）
- 1826年 - ヴィルヘルム・リープクネヒト、社会主義者（+ 1900年）
- 1840年（天保11年2月26日） - 松平直克、第7代武蔵国川越藩主・前橋藩主（+ 1897年）
- 1843年（天保14年2月29日） - 増山正同、第8代伊勢国長島藩主・子爵（+ 1887年）
- 1848年 - アレクセイ・クロパトキン、軍人（+ 1925年）
- 1849年 - ジョージ・ホール、プロ野球選手（+ 1923年）
- 1853年 - エリフ・トムソン、電気工学者、発明家（+ 1937年）
- 1858年（安政5年2月15日） - 和井内貞行、養魚家（+ 1922年）
- 1863年（文久3年2月11日） - 小川三千三、弁護士、政治家（+ 1899年）
- 1867年 - サイ・ヤング、プロ野球選手（+ 1955年）
- 1869年 - エドウィン・ラッチェンス、建築家（+ 1944年）
- 1880年 - ロジーナ・レヴィーン、ピアニスト、ピアノ教師（+ 1976年）
- 1884年 - 阿部眞之助、政治評論家、第9代NHK会長（+ 1964年）
- 1889年 - ワーナー・バクスター、俳優（+ 1951年）
- 1893年 - 三上英雄、弁護士、政治家（+ 1983年）
- 1895年 - エルンスト・ユンガー、作家、思想家（+ 1998年）
- 1896年 - ヴィルヘルム・アッカーマン、数学者（+ 1962年）
- 1897年 - 太刀光電右エ門、大相撲力士（+ 1952年）
- 1899年 - ラヴレンチー・ベリヤ、政治家（+ 1953年）
- 1900年 - チャールズ・エルトン、動物学者、動物生態学者（+ 1991年）
- 1901年 - 羽仁五郎、歴史家（+ 1983年）
- 1902年 - ウィリアム・ウォルトン、作曲家（+ 1983年）
- 1902年 - マルセル・エイメ、小説家、劇作家、童話作家（+ 1967年）
- 1902年 - 小川芳樹、冶金学者、金属工学者（+ 1959年）
- 1902年 - 冨澤有爲男、画家、作家（+ 1970年）
- 1905年 - 村井正誠、画家（+ 1999年）
- 1906年 - 小山祐士、劇作家（+ 1982年）
- 1906年 - 笹川恵三、俳優（+ 没年不詳）
- 1908年 - ロバート・ウェイトン、スーパーセンテナリアン（+ 2020年）
- 1909年 - 花田清輝、文芸評論家、小説家、劇作家（+ 1974年）
- 1912年 - 加藤新平、法学者（+ 1999年）
- 1913年 - 太田晶二郎、歴史学者（+ 1987年）
- 1915年 - 佐藤功、法学者（+ 2006年）
- 1916年 - 小林茂太、プロ野球選手（+ 没年不詳）
- 1918年 - サム・ウォルトン、実業家（+ 1992年）
- 1919年 - 高松三太、騎手、調教師（+ 1979年）
- 1923年 - 本田実信、歴史学者（+ 1999年）
- 1923年 - ジェフ・デューク、オートバイレーサー（+ 2015年）
- 1927年 - 小泉文夫、音楽学者（+ 1983年）
- 1927年 - ジョン・ベーン、生化学者（+ 2004年）
- 1929年 - レナルト・メリ、政治家、作家、映画監督（+ 2006年）
- 1930年 - 浅倉久志、翻訳家（+ 2010年）
- 1930年 - 稲葉まつ子、女優
- 1933年 - 山田卓三、植物学者、教育学者、兵庫教育大学・名古屋芸術大学名誉教授
- 1933年 - 新橋遊吉、小説家（+ 2018年）
- 1936年 - リチャード・ロドニー・ベネット、作曲家（+ 2012年）
- 1936年 - 岡崎恒人、元プロ野球選手
- 1937年 - 実相寺昭雄、映画監督（+ 2006年）
- 1937年 - 万里昌代、女優
- 1938年 - 三澤千代治、実業家
- 1939年 - フランシス・アグリー、元プロ野球選手
- 1940年 - アストラッド・ジルベルト、ボサノヴァ歌手（+ 2023年）
- 1941年 - ジョゼフ・テイラー、宇宙物理学者
- 1942年 - 緒方賢一、声優
- 1942年 - 嵯峨野昇、元プロ野球選手（+ 2010年）
- 1943年 - みやわき心太郎、漫画家（+ 2010年）
- 1943年 - エリック・アイドル、俳優
- 1943年 - ジョン・メージャー、政治家、元イギリス首相
- 1943年 - ヴァンゲリス、ミュージシャン（+ 2022年）
- 1944年 - デニー・マクレイン、元プロ野球選手
- 1945年 - ウォルト・フレイジャー、バスケットボール選手
- 1947年 - 柴田国明、ボクシング選手
- 1947年 - ボビー・キンボール、ミュージシャン（TOTO）
- 1948年 - バッド・コート、俳優、声優
- 1949年 - マイケル・ブレッカー、サクソフォーン奏者（+ 2007年）
- 1949年 - 五嶋節、株式会社オフィスGOTO代表取締役
- 1950年 - 栗本直、元サッカー選手、指導者
- 1951年 - ロジャー・マイヤーソン、経済学者
- 1952年 - ライナー・ボンホフ、元サッカー選手、指導者
- 1952年 - テオフィロ・ステベンソン、ボクシング選手
- 1954年 - 梅原克彦、政治家、官僚、第32代仙台市長
- 1955年 - 村井純、計算機科学者
- 1955年 - 大豊昌央、元大相撲力士、年寄8代荒汐
- 1955年 - ブレンダン・グリーソン、俳優
- 1956年 - 江口寿史、漫画家
- 1956年 - 若の富士昭一、元大相撲力士、実業家
- 1957年 - クリストファー・ランバート、俳優
- 1957年 - 四代目桂三木助、落語家（+ 2001年）
- 1959年 - 有田和之、画家
- 1959年 - 中村真理子、漫画家
- 1960年 - 鶴ひろみ、声優（+ 2017年）
- 1960年 - 小林弘利、脚本家、小説家
- 1961年 - アデミール・ダ・コスタ、空手家
- 1961年 - 辻よしなり、アナウンサー
- 1961年 - 鮎川麻弥、シンガーソングライター
- 1962年 - 松本久志、漫画家
- 1963年 - 野沢直子、タレント
- 1963年 - ジル・ワトソン、フィギュアスケート選手
- 1964年 - エル・マクファーソン、ファッションモデル
- 1964年 - 金村修、写真家
- 1965年 - 鈴木ほのか、女優、歌手
- 1965年 - 大野俊三、元サッカー選手
- 1965年 - パラスケビ・パトリドゥ、陸上競技選手
- 1966年 - 中川敬、ミュージシャン（ソウル・フラワー・ユニオン）
- 1967年 - 宇津本直紀、作曲家、音楽プロデューサー（元DEEN）
- 1967年 - 横山雄二、中国放送アナウンサー
- 1968年 - 黒田洋介、脚本家
- 1968年 - アラン・ブディクスマ、バドミントン選手
- 1968年 - 廉京燁、元プロ野球選手
- 1969年 - 石川智晶、歌手（See-Saw）
- 1969年 - 吉原孝介、元プロ野球選手
- 1969年 - キム・バッテン、陸上選手
- 1969年 - 望月新一、数学者
- 1971年 - 田邊智恵、女優、スーツアクター
- 1971年 - 田中秀道、プロゴルファー
- 1971年 - 西島秀俊、俳優
- 1971年 - 石川静、声優
- 1971年 - 青山正克、元野球選手
- 1971年 - ロバート・ギブズ、アメリカ大統領報道官
- 1971年 - アッティラ・シハー、ミュージシャン
- 1972年 - アレックス・オチョア、元プロ野球選手
- 1972年 - SAICO、歌手
- 1972年 - 諏訪部順一、声優、ナレーター
- 1972年 - ルイ・コスタ、元サッカー選手
- 1973年 - 池田宇隆、元プロ野球選手
- 1973年 - マルク・オーフェルマルス、元サッカー選手
- 1974年 - 田口宏子、声優
- 1974年 - 松澤由実、声優、歌手
- 1974年 - 荻野眞弓、漫画家
- 1974年 - 田山真美子、元歌手、元タレント
- 1974年 - ☆Taku Takahashi、ミュージシャン（m-flo）
- 1975年 - ユール・クリス、アイスホッケー選手
- 1976年 - 浪川大輔、声優 ※戸籍上の誕生日は4月2日
- 1976年 - 山本隆一郎、漫画家
- 1976年 - 桜庭あつこ、元タレント
- 1976年 - ジェニファー・カプリアティ、テニス選手
- 1976年 - ケビン・ニコルソン、野球選手
- 1976年 - スコット・アッチソン、元プロ野球選手
- 1976年 - 曹竣揚、元プロ野球選手
- 1977年 - ルタ・パスカウスキエネ、卓球選手
- 1977年 - 高橋美津子、女優
- 1978年 - 小野澤宏時、ラグビー選手
- 1979年 - 篠原ともえ、歌手、タレント、ファッションデザイナー
- 1979年 - 廣瀬純、元プロ野球選手
- 1979年 - 吉田裕、喜劇俳優
- 1979年 - 宇佐美大輔、バレーボール選手
- 1980年 - 田中良幸、アナウンサー
- 1980年 - 傳田真央、歌手
- 1980年 - 元井美貴、気象予報士
- 1980年 - 佐藤良子、元アナウンサー
- 1980年 - 堀内ナナ、元AV女優
- 1980年 - キム・テヒ、女優
- 1982年 - 滝沢秀明、実業家、演出家、元歌手、元俳優（元タッキー&翼）
- 1982年 - 永田杏奈、女優、タレント
- 1982年 - 河相智志、バスケットボール選手
- 1983年 - 鈴木亮平、俳優
- 1983年 - 安倍慎二郎、声優
- 1983年 - 嶋田美樹、元バレーボール選手
- 1984年 - 里田まい、タレント、歌手（元カントリー娘。）
- 1984年 - キラ・カアイフエ、プロ野球選手
- 1984年 - けいたん、ダンサー（REAL AKIBA BOYZ)
- 1985年 - クリスティアネ・フュルスト、バレーボール選手
- 1986年 - 阪田瑞穂、元女優（元美少女クラブ31）
- 1986年 - 佐藤唯、タレント、女優
- 1986年 - 西条美咲、女優
- 1987年 - ヨイラン・セルセ、野球選手
- 1987年 - 渡部恵子、声優
- 1988年 - 桜子、元AV女優
- 1988年 - 長久梨那、タレント
- 1989年 - 吉田有希、アイドル
- 1989年 - 三崎優太、実業家、YouTuber、タレント
- 1989年 - はりかも、漫画家
- 1989年 - 屋宜照悟、元プロ野球選手
- 1989年 - ライネル・ロサリオ、プロ野球選手
- 1989年 - ジェームズ・トムキンス、サッカー選手
- 1990年 - 青柳塁斗、俳優
- 1990年 - 海神みなみ、女優
- 1990年 - 佐野光来、タレント
- 1990年 - 中里崇宏、サッカー選手
- 1991年 - 伊奈川愛菓、女流将棋棋士
- 1991年 - 深川麻衣、タレント、元アイドル（元乃木坂46）
- 1991年 - 河野大樹、元プロ野球選手
- 1991年 - ヘイリー・マクファーランド、女優
- 1991年 - ペ・ジュヒョン、アイドル (Red Velvet)
- 1992年 - モーガン・フィギンズ、フィギュアスケート選手
- 1994年 - 上原健太、プロ野球選手
- 1994年 - 松浦健人、漫画家
- 1995年 - 友寄蓮、女優
- 1995年 - 井口栞里、タレント、元アイドル（元SKE48）
- 1996年 - 星沢しおり[10]、モデル、レースクイーン
- 1996年 - 石丸千賀、元アイドル（元SUPER☆GiRLS）
- 1997年 - 水野翔、元騎手
- 1997年 - 和田海佑、アイドル（NMB48）
- 1998年 - 小西桜子、女優
- 1999年 - 柏木ひなた、女優、アイドル（元私立恵比寿中学）
- 1999年 - 福田朱里、アイドル（STU48）
- 2000年 - 江籠裕奈、アイドル（元SKE48）
- 2000年 - 松島海斗、俳優
- 2000年 - 岡田桃香、元プロ野球選手
- 2002年 - 工藤理子、アイドル（STU48）
- 2002年 - 中廣弥生、元アイドル（元STU48）
- 2004年 - 三代祥貴、元プロ野球選手
- 2008年 - 住田萌乃、女優（元Foorin）
- 生年不詳 - 相本結香、声優
- 生年不詳 - 小笠原早紀、声優
- 生年不詳 - 仲台吉一、声優
- 生年不詳 - 赤井ヒガサ、漫画家、イラストレーター
- 生年不詳 - みやまあかね、漫画家
- 生年不詳 - オザキアキラ、漫画家
- 生年不詳 - 河内和泉、漫画家、イラストレーター
- 生年不詳 - こいずみまり、漫画家
- 生年不詳 - 白石ユキ、漫画家
- 生年不詳 - 鳴見なる、漫画家、イラストレーター

### 人物以外（動物など）

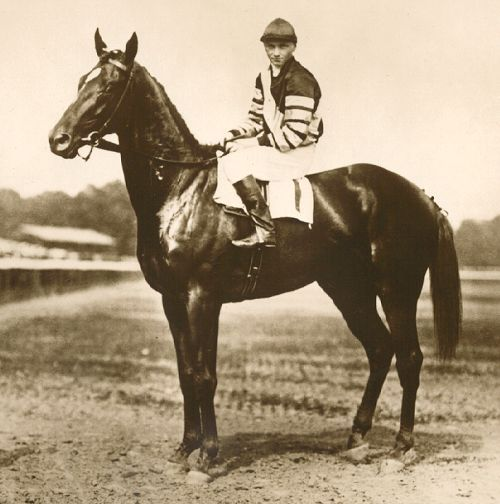
米国の名競走馬マンノウォー(1917-1947)誕生。

- 1917年 - マンノウォー、競走馬（+ 1947年）
- 1987年 - エイシンサニー、競走馬（+ 2021年）
- 1992年 - ベストタイアップ、競走馬（+ 2016年）
- 1995年 - ダンツシリウス[11]、競走馬（+ 2008年）
- 2001年 - ブラックタイド、競走馬、種牡馬
- 2002年 - スズカフェニックス、競走馬、種牡馬
- 2003年 - アクシオン、競走馬（+ 2013年）
- 2019年‐マッドクール、競走馬

## 忌日

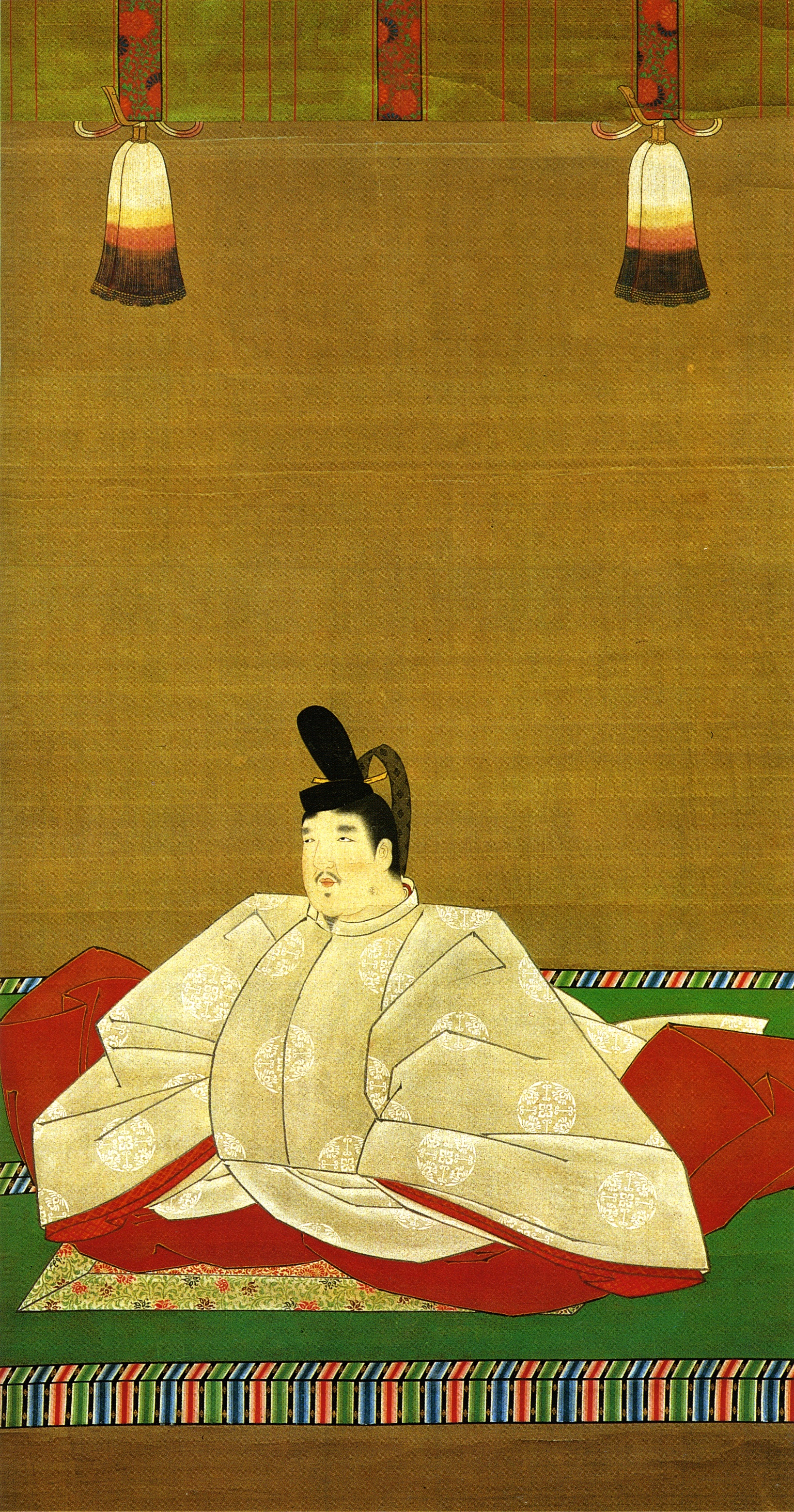
南朝の第2代天皇、後村上天皇(1328-1368)崩御。

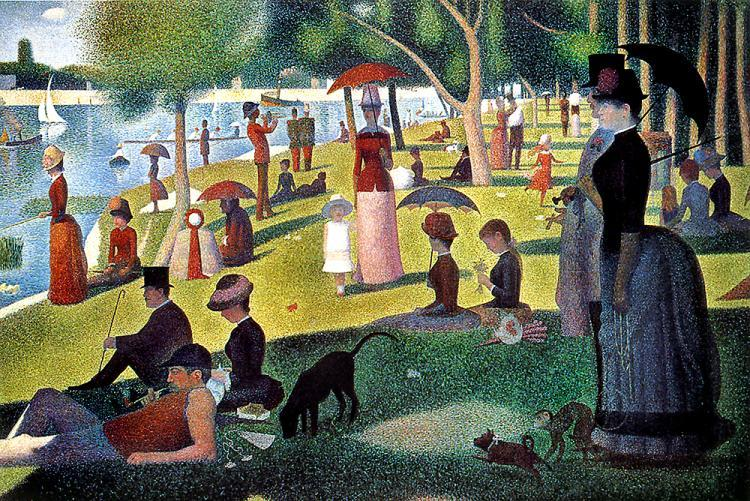
点描を用いた新印象派の画家ジョルジュ・スーラ(1859-1891)没。画像は『グランド・ジャット島の日曜日の午後』(1884-86)。

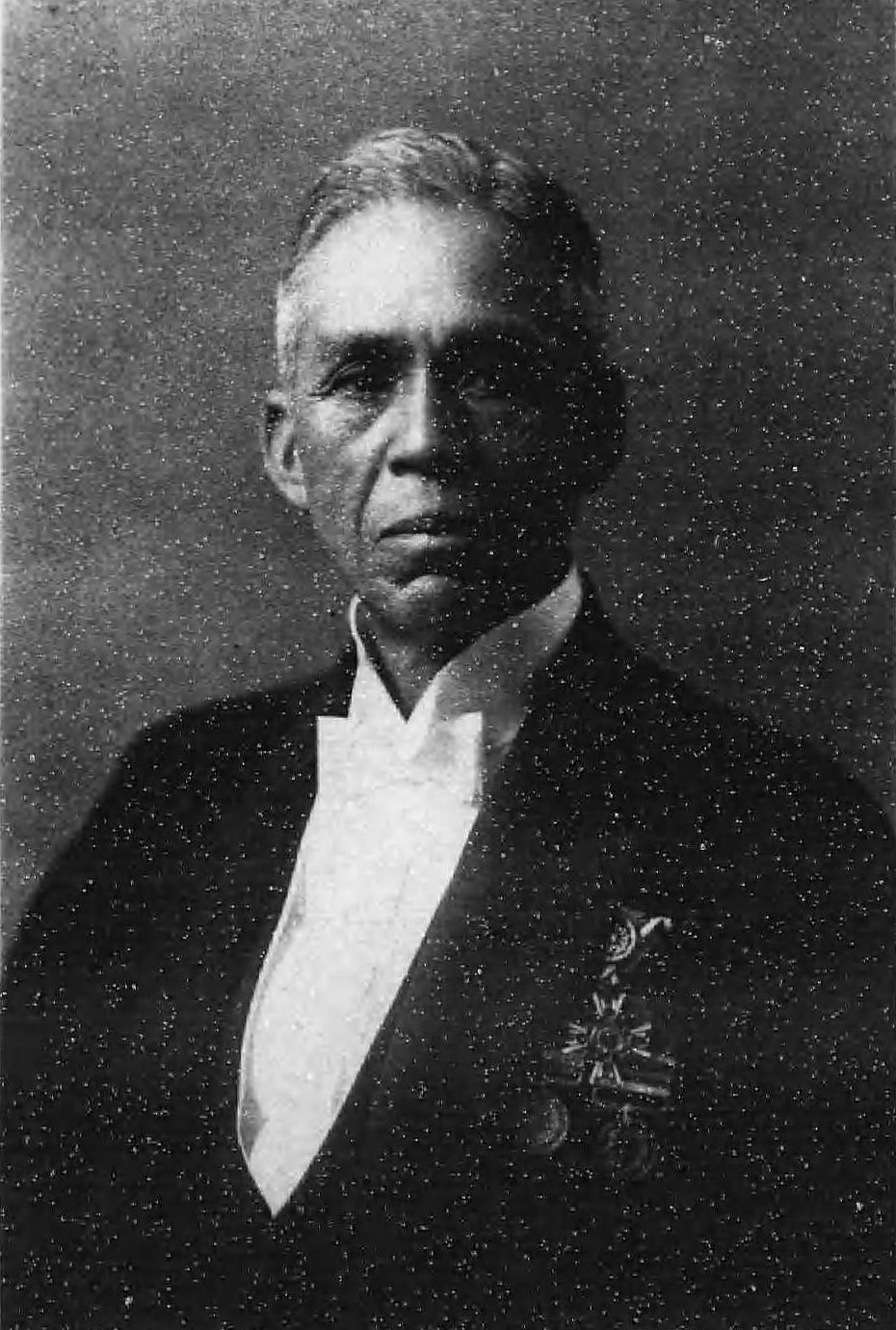
味の素創業者鈴木三郎助(1867-1931)没。

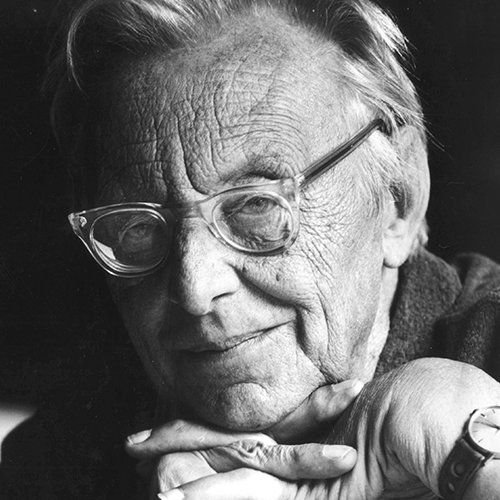
作曲家、教育者カール・オルフ(1895-1982)没。カルミナ・ブラーナ(1937)ほか作曲された多くの作品は舞台を伴い、自らの音楽劇を「世界劇」と称した。

コメディアン志村けん(1950-2020)没。画像は故郷の東村山駅前に立つ「アイーン」銅像。

- 1368年（正平23年/応安元年3月11日） - 後村上天皇、第97代天皇（* 1328年）
- 1461年 - ヘンリー・パーシー、イングランドの貴族（* 1421年）
- 1689年 - テオフィル・ボネ（フランス語版）、医師（* 1620年）
- 1772年 - エマヌエル・スヴェーデンボリ、科学者、神学者、思想家（* 1688年）
- 1777年 - ヨハン・ハインリッヒ・ポット（英語版）、医師、化学者、ガラスおよび磁器技術者（* 1692年）
- 1788年 - チャールズ・ウェスレー、聖職者、司祭（* 1707年）
- 1792年 - グスタフ3世、スウェーデン王（* 1746年）
- 1794年 - ニコラ・ド・コンドルセ、数学者、哲学者、政治家（* 1743年）
- 1803年 - ゴットフリート・ファン・スヴィーテン、外交化、司書、音楽家のパトロン（* 1733年）
- 1814年 - クロード・ミシェル（英語版）、彫刻家（* 1738年）
- 1826年 - ヨハン・ハインリッヒ・フォス、詩人（* 1751年）
- 1848年 - ジョン・ジェイコブ・アスター、実業家、財閥アスター家の祖（* 1763年）
- 1877年 - 稲妻雷五郎、大相撲第7代横綱（* 1802年）
- 1888年 - シャルル＝ヴァランタン・アルカン、作曲家（* 1813年）
- 1891年 - ジョルジュ・スーラ、画家（* 1859年）
- 1892年 - ウィリアム・ボーマン（英語版）、眼科医、外科医、医学者（* 1816年）
- 1892年 - バハーウッラー、バハイ教の祖（* 1817年）
- 1912年 - ロバート・スコット、南極探検家（* 1868年）
- 1915年 - ウィリアム・ウォーレス・デンスロウ、イラストレーター（* 1856年）
- 1918年 - 外山亀太郎、遺伝学者（* 1867年）
- 1924年 - チャールズ・ヴィリアーズ・スタンフォード、作曲家（* 1852年）
- 1931年 - 二代目鈴木三郎助、実業家、味の素創業者（* 1867年）
- 1932年 - フィリッポ・トゥラーティ、社会主義運動家（* 1857年）
- 1935年 - エドワード・アルバート・シャーピー・シェーファー（英語版）、生理学者、インシュリン命名者（* 1850年）
- 1937年 - フョードル・ケーネマン、ピアニスト、作曲家（* 1873年）
- 1939年 - アンリ・ベナール（英語版）、物理学者（* 1874年）
- 1939年 - カロル・シマノフスキ、作曲家（* 1882年）
- 1939年 - 立原道造、詩人（* 1914年）
- 1945年 - 易作霖、教育者、言語学者（* 1897年）
- 1945年 - シク・フェレンツ、競泳選手、医師、1936年ベルリン五輪金メダリスト（* 1913年）
- 1945年 - 嶋清一、野球選手（* 1920年）
- 1947年 - ウィリアム・ベリマン・スコット、古生物学者（* 1858年）
- 1949年 - 稲畑勝太郎、実業家、政治家、稲畑染料店（現稲畑産業株式会社）創業者（* 1862年）
- 1952年 - キャサリン・ソフィ・ドライア、画家、現代美術収集家（* 1877年）
- 1964年 - 井田磐楠、政治家（* 1881年）
- 1965年 - 北村一男、政治家（* 1897年）
- 1970年 - ハーバート・ハロルド・リード、地質学者（* 1889年）
- 1973年 - 足立正、実業家、元王子製紙社長、初代ラジオ東京（現・TBSホールディングス）社長（* 1883年）
- 1980年 - マントヴァーニ、イージーリスニング編曲者、指揮者（* 1905年）
- 1981年 - エリック・ウィリアムズ、政治家、初代トリニダード・トバゴ共和国首相（* 1911年）
- 1982年 - カール・オルフ、作曲家、教育者（* 1895年）
- 1982年 - ネーサン・ファラガット・トワイニング、第3代アメリカ統合参謀本部議長（* 1897年）
- 1982年 - 富田英三、漫画家（* 1906年）
- 1982年 - 太田じろう、漫画家（* 1923年）
- 1983年 - 石川岩男、オートバイレーサー（* 1955年）
- 1984年 - 那須皓、農学者（* 1888年）
- 1985年 - ゲルハルト・シュテック、やり投げ選手、1936年ベルリン五輪金メダリスト（* 1911年）
- 1985年 - 成田啓二、元プロ野球選手（* 1919年）
- 1985年 - スール・スーリール、歌手（* 1933年）
- 1986年 - 川又克二、実業家、元日産自動車社長（* 1905年）
- 1988年 - 宮城宗典、ミュージシャン（ヒルビリー・バップス）（* 1965年）
- 1989年 - 加藤セチ、科学者、上野学園大学名誉教授（* 1893年）
- 1989年 - ベルナール・ブリエ、俳優（* 1916年）
- 1994年 - 香川登志緒、放送作家（* 1924年）
- 1995年 - 松田尚之、彫刻家（* 1898年）
- 1995年 - 木本誠二[12]、外科学者、東京大学名誉教授、三井記念病院名誉院長（* 1907年）
- 1995年 - 吉村秀雄（ポップ吉村）、エンジン技術者、ヨシムラジャパン創業者（* 1922年）
- 1997年 - 小林吉雄、元プロ野球選手（* 1919年）
- 1998年 - デイヴィッド・ナイチンゲール・ヒックス（英語版）、インテリアデコレーター、デザイナー（* 1929年）
- 2001年 - ジョン・ルイス、ジャズピアニスト（* 1920年）
- 2001年 - 山本浩二、元バスケットボール選手、指導者（* 1952年）
- 2002年 - 本多俊夫[13]、ベース奏者、ジャズ評論家（* 1929年）
- 2003年 - カルロ・ウルバニ、SARSを新病と初めて認定した医師（* 1956年）
- 2005年 - 脇田義信、元アナウンサー（* 1945年）
- 2007年 - 今西晃、実業家、元丸美屋食品工業社長（* 1920年）
- 2007年 - トシオ・ナカヤマ、政治家、ミクロネシア連邦大統領（* 1931年）
- 2007年 - カルビン・クロックハート（英語版）、俳優（* 1934年）
- 2007年 - 成毛滋、ギタリスト（* 1947年）
- 2008年 - 中村龍平、軍事、自衛官、元陸上幕僚長・統合幕僚会議議長（* 1917年）
- 2008年 - 立岡晃、俳優、声優（* 1930年）
- 2009年 - モーリス・ジャール、作曲家（* 1924年）
- 2009年 - 中西勝己、元プロ野球選手（* 1935年）
- 2010年 - 高須シヅ、産婦人科医、美容外科医（* 1944年）
- 2010年 - 崔眞永、俳優、歌手（* 1970年）
- 2011年 - ヤコボス・カンバネリス、詩人、小説家（* 1922年）
- 2013年 - リード・フレアー、プロレスラー（* 1988年）
- 2014年 - ビルギッタ＝ヴァルベルイ（英語版）、女優（* 1916年）
- 2014年 - ホバート・アルター、サーフボード、セーリング開発者、Hobie創業者（* 1933年）
- 2014年 - デイン・ウィザースプーン、俳優（* 1957年）
- 2015年 - 近藤次郎、航空工学者（* 1917年）
- 2015年 - 吉野文六、外交官（* 1918年）
- 2015年 - 大城公人、俳優、ミュージシャン（HIROZ、HIROZ SEVEN+）（* 1985年）
- 2016年 - 嘉納愛子、声楽家・音楽指導者、相愛大学名誉教授（* 1907年）
- 2016年 - 伊藤幹治、文化人類学者、国立民族学博物館名誉教授（* 1930年）
- 2016年 - パティ・デューク、女優（* 1946年）
- 2017年 - アレクセイ・アブリコソフ、物理学者、ノーベル物理学賞受賞者（* 1928年）
- 2017年 - 劉慕沙（中国語版）[14]、翻訳家（* 1935年）
- 2017年 - 山口甲、技官官僚、工学者、元北海道開発局局長（* 1935年）
- 2017年 - 松本真次、実業家、きょくとう社長（* 1949年）
- 2018年 - 大河原良雄、外交官、元駐米大使（* 1919年）
- 2018年 - 昼馬輝夫[15]、実業家、元浜松ホトニクス社長、光産業創成大学院大学創立者・理事長（* 1926年）
- 2018年 - ウィリアム・グラッドストン、英国準男爵、パブリックスクール教師（* 1927年）
- 2018年 - ロバート・ベリー、遺伝学者、博物学者、元ユニヴァーシティ・カレッジ・ロンドン学長（* 1934年）
- 2018年 - グリゴリー・フェイギン、ヴァイオリニスト（* 1937年）
- 2018年 - ラスティ・スタウブ、野球選手（* 1944年）
- 2018年 - エミリアーノ・モンドニコ、サッカー選手、指導者（* 1947年）
- 2019年 - 毛呂三郎[16]、実業家、元東洋ゴム工業社長（* 1922年）
- 2019年 - アニエス・ヴァルダ、映画監督（* 1928年）
- 2020年 - フィリップ・アンダーソン、物理学者、プリンストン大学教授、ノーベル物理学賞受賞者（* 1923年）
- 2020年 - クシシュトフ・ペンデレツキ、作曲家、指揮者（* 1933年）
- 2020年 - ジャン＝ルイ・ロワ、映画監督（* 1938年）
- 2020年 - 入子文子、アメリカ文学者（* 1942年）
- 2020年 - ホセ・ルイス・カポン、サッカー選手（* 1948年）
- 2020年 - 志村けん、コメディアン（ザ・ドリフターズ）（* 1950年）
- 2020年 - アラン・メリル、ミュージシャン、シンガーソングライター（* 1951年）
- 2020年 - 山本博文、歴史学者（* 1957年）
- 2021年 - 祖父江逸郎、医師、元軍医、愛知医科大学元学長・名誉教授、名古屋大学名誉教授（* 1921年）
- 2021年 - 古谷雅樹、植物学者（* 1926年）
- 2021年 - 朴景浩、元サッカー選手、指導者（* 1930年）
- 2021年 - オトマール・ボルヴィツキー、チェリスト、元ベルリン・フィルハーモニー管弦楽団首席奏者（* 1930年）
- 2021年 - 遠山慶子、ピアニスト（* 1934年）
- 2022年 - ドナルド・タビー・ショウ、レゲエミュージシャン（マイティ・ダイアモンズ）（* 1955年）
- 2022年 - 桜瀬彩香[17]、ライトノベル作家（* 生年不詳）
- 2024年 - 鈴木健二、アナウンサー（* 1929年）
- 2024年 - 舟越桂、彫刻家（* 1951年）
- 2024年 - 駒形克己、造本作家、デザイナー（* 1953年）
- 2024年 - 山本弘、SF作家（* 1956年）
- 2024年 - 坂巻哲也、美容師（* 1962年）
- 2025年 - 田仲一成、中国学者、中国演劇史研究者、東京大学名誉教授（* 1932年）
- 2025年 - リチャード・チェンバレン、俳優、歌手（* 1934年）
- 2025年 - アンヘル・デル・ポゾ、俳優、映画監督（* 1934年）
- 2025年 - ケン・ブルーウン、推理作家（* 1951年）
- 2025年 - 榊原洋一、小児科医、お茶の水女子大学名誉教授（* 1951年）
- 2025年 - 中嶋一徳、ベーシスト（THE FOOLS）（* 1957年）
- 2025年 - 橋口絵里奈、政治家（* 1980年）

## 記念日・年中行事

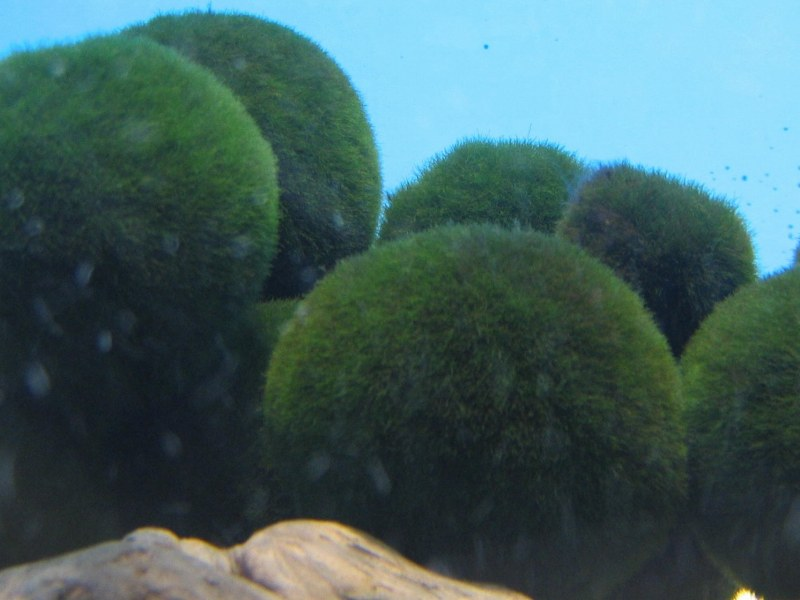
マリモの日

- 青年節（中国語版）（革命先烈紀念日）（ 中華民国）
1954年から実施。1911年旧暦3月29日（4月27日）の反清武装蜂起「黄花崗起義」（三・二九広州起義）を記念。
- ラヴィットの日（ 日本）
令和3年3月29日に、TBS系列情報バラエティ番組『ラヴィット!』が放送開始した事にちなみ、同番組の一周年記念に日本記念日協会に申請し登録された事を同日の生放送で発表した。
- 作業服の日（ 日本）
作業服・安全靴・事務服・白衣の通信販売などを手掛ける埼玉県川口市の『まいど屋』株式会社が制定[18]。新年度から新しい服で頑張ってもらいたいという願いが込められている。日付は3と29で作業服の語呂合わせ。
- マリモの日（ 日本）
1952年3月29日に、北海道阿寒湖のマリモが国の特別天然記念物に指定されたことから。
- 八百屋お七の日（ 日本）
天和3年3月29日（1683年4月25日）、恋人を思うあまりに放火した八百屋の娘お七が火刑に処されたことに由来。